# Las Patronas
Las Patronas são um grupo de mulheres voluntárias da comunidade La Patrona, na localidade de Guadalupe (La Patrona), município de Amatlán de los Reyes, Veracruz, que desde 1995 dão alimentos e assistência a migrantes em sua passagem por Veracruz; principalmente nas vias do trem La Bestia (a besta), onde lançam víveres aos migrantes. Sua trajetória na assistência e defesa de direitos dos migrantes teve diversos reconhecimentos, como o Prêmio Nacional de Direitos Humanos em 2013, Prêmio Nacional de Direitos Humanos Sergio Méndez Arceo em 2013. Em agosto de 2015 foram nomeadas ao Prêmio Princesa de Astúrias da Concórdia, após a campanha em change.org que conseguiu reunir mais de 50 mil assinaturas de apoio.

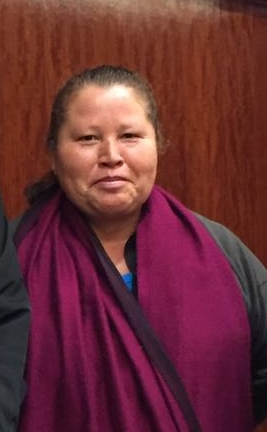
Norma Romero, em Santiago de Compostela, Espanha

## História
As ações voluntárias de Las Patronas começaram em La Patrona, no estado de Veracruz, no dia 14 de fevereiro de 1995; dia em que, segundo relatam as mulheres fundadoras do grupo, duas delas foram para a loja e, ao voltar, viram a passagem de La Bestia. Os migrantes no trem lhes pediam alimentos, e nesse momento elas levavam um saco de pão e leite para o café da manhã em casa. Ao passar o trem, as pessoas que lá iam pediam algo para comer e elas ,entre dúvidas, deram-lhes o seu café da manhã para os passageiros em seu caminho. Elas não sabiam de onde vinham essas pessoas, que chamavam de moscas. Até que, um dia, quando parou o trem na velha estação, elas conheceram as centenas de imigrantes que queria chegar aos Estados Unidos em busca de uma vida melhor. Depois de saber disso, essas mulheres reafirmaram o trabalho de fazer comida e prepará-la em sacos para lançá-los ao trem, quando este passasse diante da comunidade em que residem, "La Patrona". É Cada vez maior o número de alimentos que conseguem lançar o trem estas mulheres exemplares.
 Este sucesso se deu na época em que desapareceu o trem de passageiros devido a privatização das Ferrovias Nacionais do México, o que fez com que os migrantes buscassem meios alternativos para fazer sua travessia – como La Bestia.

## Trabalho de apoio aos migrantes
Preparam diariamente entre 15 e 20 quilos de feijão e arroz, e entregam cerca de 300 refeições diárias. Quando passa La Bestia, se aproximam das vias e dispõem de cerca de 15 minutos para jogar os sacos com comida que prepararam, além de garrafas de água, para que os migrantes as peguem do trem em movimento.

## Membros
Norma, Bernarda, Rosa, Nila, Tere, Toña, Karina, Blanca, Doña Tere, Julia, Lupe, Mariela e Pepe Las Patronas.

## Prêmios
| Ano  | Prêmio                                                        | Outorgante                            |
| ---- | ------------------------------------------------------------- | ------------------------------------- |
| 2013 | Prêmio Nacional de Direitos Humanos                           | Comissão Nacional de Direitos Humanos |
| 2013 | Prêmio Nacional de Ação Voluntária e Solidária                | Governo do México                     |
| 2013 | Prêmio Nacional de Direitos Humanos "Don Sergio Méndez Arceo" | Fundação Don Sergio Méndez Arceo      |

## Ações solidárias

### Campanhas de apoio a Las Patronas
Em 26 de novembro de 2011, em Xalapa, Veracruz foi organizada uma jornada de solidariedade artístico-cultural chamada Va por Las Patronas. Durante esta ação, foi pedido à população doações de alimentos não perecíveis e roupas em bom estado. O grupo que organizou o evento teve apoio de personalidades como Elena Poniatowska, Damián Alcázar e Jesusa Rodríguez. Durante esta jornada se arrecadou 6 toneladas de alimentos. Em 2 de junho de 2012, foi realizada uma segunda jornada também em Xalapa, Veracruz organizada, nesta ocasião, pela comunidade de jazz onde se conseguiu reunir uma carga de cerca de uma tonelada e meia de doações, entre roupas e alimentos.
Em setembro de 2012, iniciou-se também uma campanha de apoio em Puebla com uma série de exposições fotográficas, mesas de diálogo e de projeção de documentários, onde também coletaram alimentos, remédios e dinheiro, com o fim de garantir o trabalho de Las Patronas por pelo menos um ano.

### Apoio de Las Patronas a outros grupos
Em 8 de março de 2016 participaram em Santiago de Compostela, Espanha, durante o ciclo de conferências "ninguém é ilegal", organizada pelo Partido SAIn.

## Problemáticas
No início, enfrentaram críticas negativas em sua própria comunidade, o que motivou a saída de algumas pessoas que apoiavam o grupo em suas tarefas diárias:
"Éramos 20 no início, mas a desinformação, o medo de que talvez fazíamos algo indevido, fez com que algumas pessoas saíssem" disse Bernarda.
Ativistas sociais religiosos ligados ao movimento de defesa migrante têm denunciado hostilidades contra La Patrona por parte da instituição eclesiástica local:
“las han desautorizado, y eso yo lo escuché personalmente, porque no se han sindicalizado con la jerarquía de Córdoba, no trabajan para el obispado de Córdoba”— Alejandro Solalinde
“hay que decirlo públicamente: nuestras hermanas Patronas están siendo acosadas por nuestra Iglesia, esa Iglesia a la cual pertenecemos”— Fray Tomás González

## O que acontece em " El Comedor la Esperanza del Migrante?
De acordo com a CEPAL, há cerca de 28.5 milhões de latino-americanos e caribenhos que vivem fora de seus países de origem.{{citação| nesta mesma figura 11.8 são mexicanos e em sua maioria se encontra nos Estados Unidos. Em 1997, Norma Romero explica que abriu a porta de sua casa, em Veracruz por um ruído e se encontrou com uma garota de Honduras, que recentemente havia sofrido uma tentativa de estupro no Trem da Morte " ou "La Bestia", ocasião em que o seu namorado foi esfaqueado ao defendê-la. Norma e suas irmãs cuidaram da jovem até que se curasse e desde então se dedicam a cuidar dos migrantes, para ser um pequeno sopro de esperança para estas pessoas que arriscam a sua vida em busca de um sonho. Santiago Dávila e Julián Alvarez, estudantes da Universidade Ibero-americana, queriam conhecer esta história, então foram a Veracruz gravar os fatos. Há muitas histórias para contar, uma das muitas que têm viajado pela internet e vale a pena salientar é a de Elvin: "Lá ( nos Estados Unidos) tem uma vida diferente. Aqui trabalhamos em pleno sol. Se nasceu lá, sua vida será diferente, vai trabalhar em um escritório,frequentará uma boa escola, uma universidade. Eu não acho que nós estejamos roubando seu dinheiro ou seus trabalhos." Em sua viagem, levantam a seguinte pergunta " o que acontece em "El Comedor la Esperanza del Migrante?", e, mais ainda, por que se discrimina o "migrante" se no fim de contas são pessoas, com sonhos? É um fato que Las Patronas levam vida a caminho da morte, mas, como fazê-lo? E por que? As Patronas recebem numerosos donativos, entre eles encontram-se grandes empresas como MASECA MÉXICO e CHEDRAUI sendo grandes contribuintes nos alimentos preparados para os migrantes.
As Patronas param diariamente a cozinhar e tirar, literalmente, em muitos casos, o pão da boca para poder dar para os migrantes que têm uma viagem tão difícil pela frente. Leonila Vázquez explica a CNN México, que o faz porque os migrantes não só lhe agradecem, mas que dizem "Deus a abençoe, mãe"Citação: Algo que ela menciona com muita emoção, que lhes move o coração ajudar essas pessoas. A boa fé destas mulheres se sente não só com os migrantes. É para com o mundo, são um exemplo vivo de bondade desinteressada. No caso de Guilherme e Santiago, vieram como voluntários para a sala de jantar para gravar e Las Patronas os receberam com café e biscoitos, deram-lhes de comer e uma cama. Tudo sem preço algum, é com isso que entendemos incrível bondade destas mulheres, um exemplo de que todo homem e toda mulher deve seguir. Quer seja lançando o famoso "almoço" para os migrantes no La Bestia, ou recebendo os caminhantes com teto e comida. Devemos aprender com esta incrível trabalho e apoiar os migrantes que simplesmente seguem um sonho.

## Registros documentais
| Título                                 | Ano  | País    | Endereço                                       | Duração |
| -------------------------------------- | ---- | ------- | ---------------------------------------------- | ------- |
| De Nadie                               | 2005 | México  | Tin Dirdamal                                   | 82 min. |
| La Patrona (curta-metragem)            | 2009 | México  | Lizette Argüello                               | 5 min.  |
| El tren de las moscas (curta-metragem) | 2010 | Espanha | Neves Prieto Tassier e Fernando López Castillo | 14 min. |
| Llévate mis amores                     | 2014 | México  | Arturo González Villaseñor                     | 90 min. |
| Como el viento                         | 2015 | México  | Santiago Dávial e Julián Álvarez               | 7 min.  |

## Ver mais
1. ↑   «‘Las Patronas’ nominadas al premio Princesa de Asturias». ferriz.com.mx. 4-ago-2015.
2. ↑    «'Las Patronas' que alimentan a migrantes, premio de Derechos Humanos 2013». CNN México. 17 de febrero de 2015. Consultado el 14 de marzo de 2015.
3. ↑    «Ellas, Las Patronas». El País. 17 de febrero de 2015. Consultado el 14 de marzo de 2015.
4. ↑  «Cópia arquivada» (em espanhol). Consultado em 6 de janeiro de 2017. Arquivado do original em 3 de janeiro de 2016
5. ↑  {http://www.partidosain.es/}
6. ↑  «2013»